# 小行星11696
小行星11696（11696 Capen）是一颗绕太阳运转的小行星，为主小行星带小行星。该小行星于1998年3月22日发现。

## 轨道参数
小行星11696的轨道半长轴为2.2061602 UA，离心率为0.143。